# Capela de Nossa Senhora da Guia (Cabo Frio)
A Capela de Nossa Senhora da Guia é um pequeno templo da época colonial localizado em Cabo Frio, no Brasil.
A capela localiza-se no alto do Morro da Guia, no sopé do qual foi erguido no final do século XVII o Convento dos Anjos, pertencente à Ordem Franciscana. Em 1740 os frades construíram sobre o morro a pequena Capela da Guia, com o objetivo de ter um lugar de oração e contemplação junto à natureza.

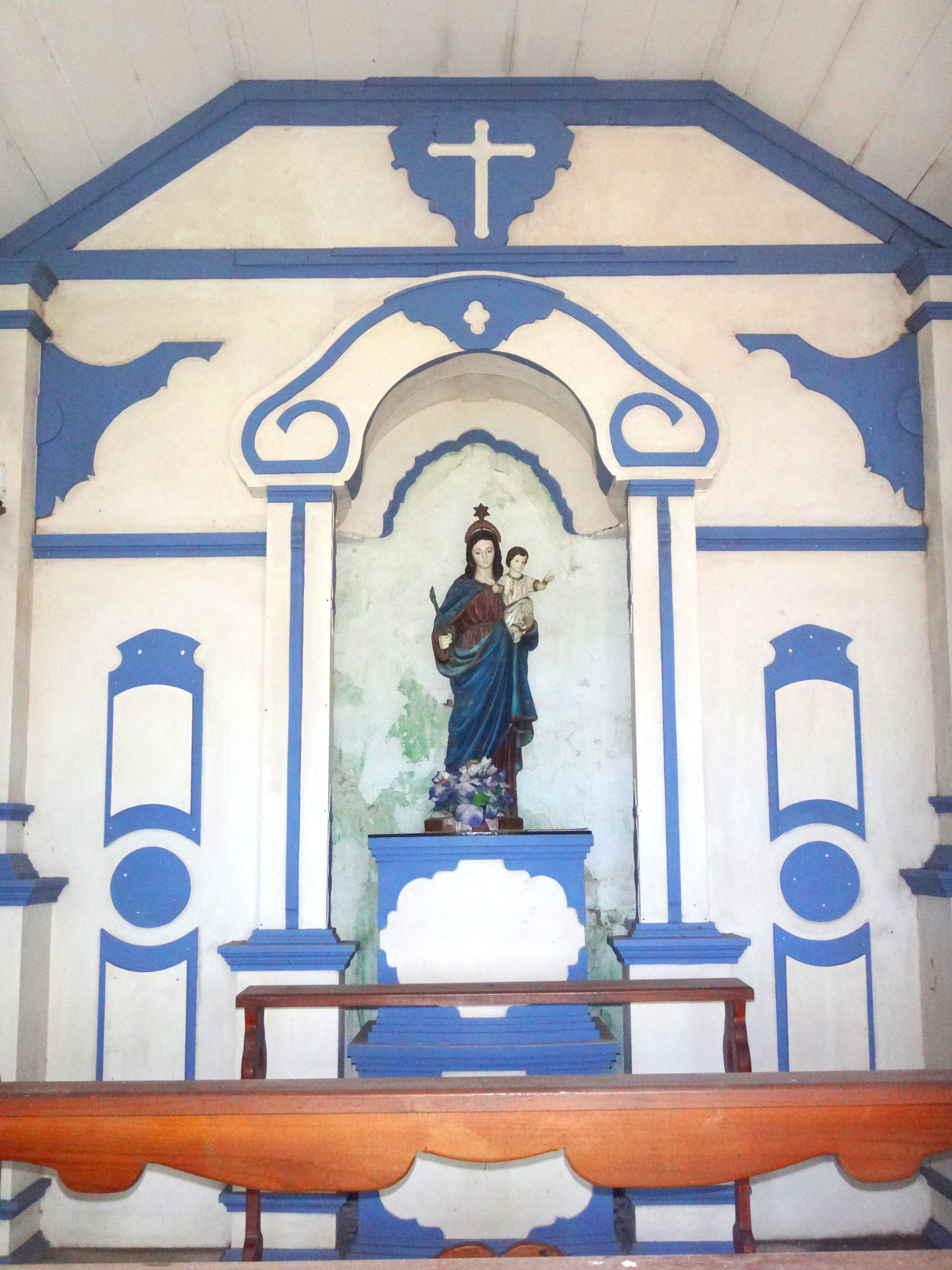
Imagem de Nossa Senhora da Guia, no interior da capela

A capela com copiar (pequeno alpendre de entrada) possui no interior uma imagem de Nossa Senhora da Guia que, segundo uma lenda, desaparecia do convento e aparecia no alto do morro repetidamente, até que foi construído o pequeno templo para abrigá-la. A capela foi tombada pelo IPHAN em 1957 junto com o Convento dos Anjos.
A capela está aberta apenas em alguns dias festivos, mas o morro tem acesso livre, do alto do qual se tem uma ampla vista de Cabo Frio e do Canal do Itajuru.